# Kunstmarkt
Als Kunstmarkt wird heute die Gesamtheit aller Galerien, Kunstmessen, Sammlerbörsen oder Auktionen bezeichnet, bei denen sich  Kunstwerke der Bildenden Kunst im Umlauf befinden. Ein Kunstmarkt im heutigen Sinn entstand erstmals im 17. Jahrhundert in den Niederlanden.

## Thematische Aspekte
Der Erwerb von Kunst hat vielerlei Ursachen und reicht von der Unterstützung und Förderung von Künstlern durch Mäzene und den Staat, über das Bekenntnis zu einem Kunststil, bis hin zum Statussymbol, durch dessen Besitz man überlegenen Geschmack demonstriert. Dabei spielt auch der ideelle Wert eine Rolle. Die „Kräfte des Marktes“ übernehmen dabei die Aufgabe, den wirtschaftlichen Wert eines Kunstwerks festzulegen. Die Förderung von Kunst durch den Staat ist Teil der öffentlichen Kulturförderung; diese lag in Deutschland im Jahr 2010 bei 9,6 Milliarden Euro.
Der Wandel vom Kunst- zum Spekulations- und Investitionsobjekt kann Kunstwerke für staatliche Museen verteuern. In einigen Bereichen bestimmen private Sammler als Leihgeber oder Stifter von ganzen Sammlungen zunehmend, welche Kunst in den Museen zu sehen ist. Ein Beispiel ist die Stiftung von Henri Nannen für die Kunsthalle in Emden.
Bedingungen und Folgen des Kunstmarktes werden in der Kunstkritik oder Kunsttheorie diskutiert und sind auch Teil künstlerischer Gegenstrategien, beispielsweise durch Arbeiten, die flüchtig sind und an Vergänglichkeit erinnern; die sich auflösen, verschimmeln oder verrotten wie bei Joseph Beuys oder Dieter Roth – zwei Künstlern, die allerdings heute selbst hoch gehandelt werden.
Die mediale Berichterstattung beschränkt sich in der Regel auf einzelne Phänomene, insbesondere Auktionsergebnisse und weniger auf den Kunstmarkt im Allgemeinen.
Weniger bekannte Künstler versuchen die Techniken der Serienproduktion zu nutzen, wobei meist eine begrenzte Stückzahl von Drucken oder Kopien hergestellt und jedes einzelne Exemplar persönlich signiert wird. Dadurch kann der Bekanntheitsgrad steigen, wenn auch die einzelnen Stücke zu einem etwas niedrigeren Preis abgegeben werden können. Diese Art der Verbreitung besteht im Grunde schon seit der Erfindung der Lithografie.

## Investition, Spekulation, Wert und Preisbildung
Der internationale Kunstmarkt hatte 2010 ein Volumen von rund 43 Milliarden Euro.
Zuweilen bilden sich Preise auch aufgrund eines Trends, einer „in Mode“ gekommenen Kunstrichtung, die ebenso schnell wie sie gekommen ist, wieder absinken oder völlig verschwinden kann. Im Kunsterwerb vor allem zeitgenössischer Künstler liegen demnach gewaltige Möglichkeiten und Risiken. Fast die Hälfte der 400 Berliner Galerien etwa machen Verluste. Es kann in Kunst investiert werden wie in Aktien, Edelmetall, Antiquitäten oder Grundstücke. Manche Blitzkarriere junger Künstler gleicht einer Aktienemission der New Economy. Im Allgemeinen gibt es jedoch eine extreme Konzentration der Nachfrage auf die bekanntesten Künstler (blue chips) zu Lasten der weniger bekannten, und die Preise entwickeln sich weit auseinander. Lieblinge des Kunstmarktes 2013 waren etwa der Brite Francis Bacon (1909–1992), der US-Künstler Jean-Michel Basquiat (1960–1988) und der Deutsche Gerhard Richter (* 1932). Spekulativ kaufende Sammler haben ein großes Interesse daran, dass verstärkt über die Künstler berichtet wird, die hohe Preise erzielen. In den letzten Jahren treiben Sammler aus China, der arabischen Welt und Russland die Preise in die Höhe. Steuerflucht und Geldwäsche sind häufig. Ein Trend ist die Einlagerung von Kunst in speziell temperierten und gesicherten Lagerhäusern in der Schweiz und in Luxemburg. Bedeutende Kunstmärkte sind die USA, die Volksrepublik China, Großbritannien, Frankreich und Deutschland.
Bei der Spekulation spielen auch Kunstfälschungen eine Rolle. Experten gehen davon aus, dass 40–60 % der im Kunsthandel angebotenen Werke gefälscht sein können.
In Q1 2021 wurde 10 % des weltweiten Umsatzes im Kunstmarkt über NFTs erzielt.

## Akteure auf dem Kunstmarkt
Der Kunstmarkt ist hauptsächlich bestimmt von folgenden Protagonisten oder Institutionen, in denen oder für die er tätig ist:
- Der Künstler: zunächst freischaffend ohne Verkaufsaussicht, er entdeckt dann Marktlücken und nutzt Strategien der Selbstvermarktung. Manchmal zufällige Begegnung mit Sammlern, Galeristen usw.
- Der Kunstagent: in den 1960er-Jahren entwickelte sich der Beruf des professionellen Kunstagenten. Dieser vermittelt für die Künstler zwischen Galerien, Sammlern, Museen und Messen. Auch Öffentlichkeitsarbeit und Forderungsmanagement wird für den Künstler häufig betrieben. Kunstagenten sind meist am Umsatz des Künstlers beteiligt oder arbeiten auf Etat.
- Der Kunstkritiker: in den 1940er-, 1950er- und 1960er-Jahren konnte seine in öffentlichen Medien geäußerte Kritik zu Werken oder Ausstellungen eines Künstlers diesen auf dem Markt durchsetzen oder aus dem Markt werfen; Ende des 20. Jahrhunderts und Anfang des 21. Jahrhunderts ist die Macht des Kunstkritikers geschwunden. Die heutigen Kritiken helfen allerdings immer noch Sammlern, ihr Geld sinnvoll einzusetzen, bei Schwindel und Nachahmungen vorsichtig zu sein und oberflächliche, effekthascherische Strömungen und kurzlebige Moden von substanzhaltigen Werken zu unterscheiden.
- Der Galerist: er entwickelt ein bestimmtes Konzept und Galerie-Programm, präsentiert und vermarktet die Künstler. Er betreut gleichermaßen Sammler beim Aufbau ihrer Sammlung. Die Primärmarkt-Galerie betreut meist neue, junge Künstler und verkauft hauptsächlich „atelierfrische“ Arbeiten. Die wirtschaftliche Bedeutung ist umstritten, da hier auch das Mäzenatentum eine Rolle spielt.
- Der Kunsthändler: er ist überwiegend am Sekundärmarkt tätig, d. h., er kauft Werke, die bereits einen Vorbesitzer haben und nicht mehr „atelierfrisch“ sind. Der Kunsthändler gilt zumeist als Spezialist für bestimmte Epochen oder Künstler. Seine Bezugsquellen sind überwiegend private Sammler oder aber Kunstauktionen. Die so erworbenen Werke werden in der Regel restauriert, neu gerahmt und zum Teil wissenschaftlich erforscht, bevor sie erneut auf Kunstmessen oder im Rahmen eigener Ausstellung zum Kauf angeboten werden. Gerade in den letzten Jahren haben sich die Grenzen zwischen Galerien und Kunsthandel immer weiter aufgelöst. Zahlreiche Galerien kaufen inzwischen Werke am Sekundärmarkt auf und Kunsthändler präsentieren Arbeiten, die direkt aus den Ateliers der Künstler stammen.[15]
- Der Kunstberater: er ist Vermittler zwischen Sammler und Galerie oder Sammlern untereinander. Da er selbst nicht unbedingt galeriegebunden ist, verschafft er dem Sammler beim Einstieg einen Überblick über den Markt, berät ihn vor und bei Kaufentscheidungsprozessen sowie bei der Zusammenstellung seiner Sammlung.
- Der private Kunstsammler: er spezialisiert sich oft auf ein Thema oder verfolgt bestimmte Tendenzen. Es ist ihm oft ein Anliegen, sich die Expertise selbst zu erarbeiten, wofür er einen großen Zeitaufwand treibt; häufig sind es wohlhabende Menschen, die sich mit Leidenschaft in die Kunst verliebt haben. Die meisten großen Privatsammlungen sind so entstanden, eine finanzielle Absicht ist selten die treibende Kraft. Neue Käuferschichten aus China, Indien und Russland haben das Potential, den Markt stark zu verändern.[7]
- Der Experte in Auktionshäusern: er beobachtet intensiv den Markt, taxiert die ihm angebotenen Kunstwerke und stellt sie zu den jeweiligen Auktionen seines Hauses zusammen. Im Gegensatz zum Galeristen ist es nicht Aufgabe von Auktionshäusern, junge, unbekannte Künstler zu fördern, sondern es wird nach rein kommerziellen Absichten vorgegangen. Hier tauchen oft die spektakulären Werke auf, die Rekorde bei Preis und öffentlicher Aufmerksamkeit erzielen.
- Der Direktor und der Kurator von Museen, Stiftungen, institutionellen Sammlungen oder Ausstellungen: diese Personen entscheiden über Schwerpunkte einer (öffentlichen) Sammlung, über Ausstellungskonzepte, Ankäufe von Kunstwerken und ihre Eingliederung in Museums- und Werkbestände. Diese Kunstwerke erhalten dadurch öffentliche Akzeptanz; die Arbeiten des entsprechenden Künstlers steigen meist dadurch im Wert.